# Doppio strato elettrico
In elettrochimica, il doppio strato elettrico (in inglese electric double-layer) consiste in una struttura che si origina all'interfaccia solido-liquido, in corrispondenza della quale si instaura un trasferimento di carica elettrica accompagnato dallo svolgersi di semireazioni redox.
In una cella elettrochimica, la fase solida è rappresentata dall'elettrodo mentre la fase liquida è rappresentata dall'elettrolita (in particolare da una soluzione elettrolitica o da un sale fuso). Siccome in una cella elettrochimica si hanno due elettrodi (il catodo e l'anodo), si avranno due doppi strati elettrici, ciascuno relativo a un elettrodo.

## Modelli del doppio strato elettrico

### Modello di Helmholtz

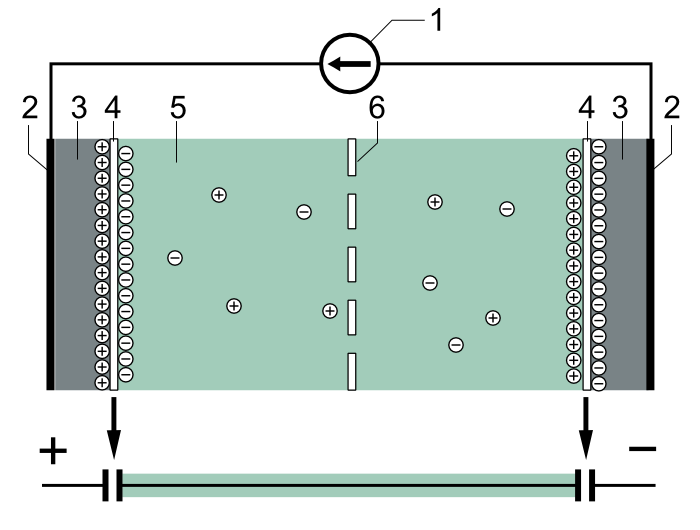
Struttura del doppio strato elettrico secondo il modello di Helmholtz in una cella elettrochimica (sono indicati entrambi i doppi strati elettrici relativi alle due semicelle).
1. Generatore
2. Morsetti
3. Elettrodi
4. Superfici degli elettrodi
5. Elettrolita
6. Setto poroso (o ponte salino).

Il doppio strato elettrico fu per la prima volta ipotizzato da Hermann von Helmholtz nel 1879, che lo descrisse con una struttura simile a un condensatore, i cui piatti (uno caricato positivamente e uno caricato negativamente) corrispondevano alla superficie dell'elettrodo e allo strato di ioni adsorbito alla superficie.
In questo caso la dipendenza tra capacitanza e potenziale risulta lineare, portando quindi a considerare questo modello lontano dalla realtà.

### Modello di Gouy-Chapman
Louis Georges Gouy e David Leonard Chapman ipotizzarono che la caduta di potenziale elettrico nel doppio strato avesse andamento esponenziale.
Rispetto al precedente modello di Helmholtz, secondo tale modello il doppio strato elettrico ha una maggiore estensione, per cui si parla di doppio strato diffuso o strato di Gouy.
Il problema che questo modello portò fu il fatto che le cariche vennero considerate puntiformi, quindi senza il proprio guscio di solvatazione.

### Modello di Stern

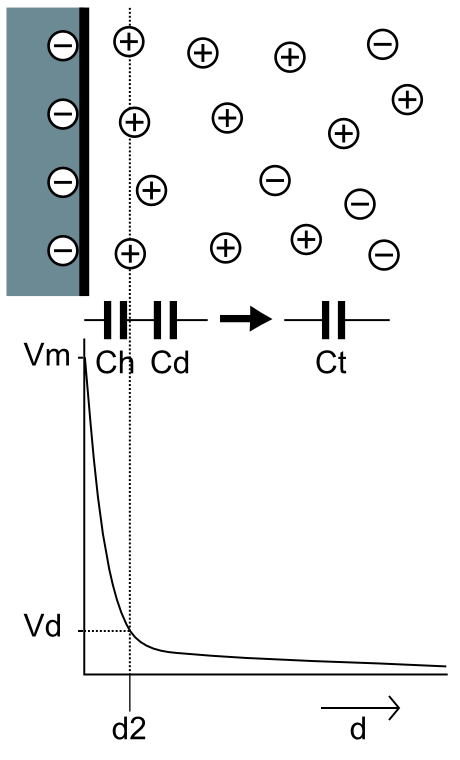
Struttura del doppio strato elettrico secondo il modello di Stern.

Otto Stern elaborò un modello del doppio strato elettrico assimilabile a due strati:
- il doppio strato compatto (o strato di Helmholtz o strato di Stern),[4] in corrispondenza del quale si ha la caduta di potenziale elettrico maggiore;
- il doppio strato diffuso (o strato di Gouy-Chapman),[5] in corrispondenza del quale si ha una caduta di potenziale elettrico minore.

### Modello di Grahame

Struttura del doppio strato elettrico secondo il modello di Grahame:
1. Strato di Helmoltz interno
2. Strato di Helmoltz esterno
3. Film diffusivo
4. Ioni solvatati
5. Ioni adsorbiti
6. Molecole di solvente.

Il modello del doppio strato elettrico di Grahame (o modello del triplo strato di Grahame) è più complesso e più attinente ai risultati sperimentali, costituito dai seguenti elementi (indicati in ordine, procedendo dall'elettrodo verso l'elettrolita):
- superficie dell'elettrodo;
- strato interno di Helmholtz (o IHP, dall'inglese Inner Helmholtz Plane): corrisponde al piano in cui sono presente i centri degli ioni adsorbiti alla superficie dell'elettrodo in maniera specifica;[7]
- piano di reazione, che separa lo strato interno di Helmholtz dallo strato esterno di Helmholtz;
- strato esterno di Helmholtz (o OHP, dall'inglese Outer Helmholtz Plane): corrisponde al piano in cui sono presente i centri degli ioni adsorbiti alla superficie dell'elettrodo in maniera non specifica e nella posizione di massimo avvicinamento;[8]
- doppio strato diffuso o strato di Gouy-Chapman.

L'insieme dello strato interno di Helmholtz e dello strato esterno di Helmholtz corrisponde allo strato di Helmholtz o strato di Stern, già anticipato nel modello di Stern.
Il trasferimento di carica avviene a seguito dell'interazione tra la superficie del solido e gli ioni presenti nel liquido; in particolare:
- lato catodo: gli ioni vengono trasportati dal bulk dell'elettrolita fino al piano di reazione, dove partecipano a una semireazione di riduzione che consuma elettroni, i quali vengono trasportati dal bulk del metallo fino all'interfaccia dell'elettrodo, quindi raggiungono il piano di reazione per effetto tunnel;
- lato anodo: gli ioni vengono trasportati dal bulk dell'elettrolita fino al piano di reazione, dove partecipano a una semireazione di ossidazione che produce elettroni, i quali vengono trasportati per effetto tunnel dal piano di reazione all'interfaccia del metallo, quindi vengono trasportati fino al bulk dell'elettrodo.

Siccome l'elettrone può manifestare l'effetto tunnel ad una distanza massima di circa 10 Å, questo è lo spessore massimo che può avere il doppio strato compatto (cioè la distanza tra la superficie dell'elettrodo e il piano di reazione).

## Colloidi
Consideriamo un sol formato da ioduro di argento (AgI) in acqua: in teoria gli ioni Ag+ e I- che costituiscono il solido, a seguito delle interazioni elettrostatiche presenti in soluzione acquosa, dovrebbero collidere continuamente formando aggregati sempre più grandi che dovrebbero poi precipitare per formazione di AgI insolubile. In realtà questi colloidi sono molto stabili addirittura per anni. Evidentemente esiste un fattore elettrostatico che governa tale stabilità.
Effettuando l'elettroforesi di una tale soluzione si nota che tutte le particelle del sol migrano totalmente verso un solo elettrodo; è quindi presente una carica univoca adsorbita sulla superficie. In effetti la termodinamica ha dimostrato l'esistenza del cosiddetto doppio strato elettrico: AgI assorbe sulla sua superficie lo ione presente in eccesso dando, rispettivamente, l'aggregato [AgI]I- o [AgI]Ag+ circondato dai rispettivi controioni presenti in soluzione e che neutralizzano la carica totale. Schematizzando, possono aversi specie come [AgI]I- | K+ e [AgI]Ag+ | I-. 
Un siffatto doppio strato elettrico origina un potenziale denominato potenziale zeta ovvero potenziale elettrocinetico, simboleggiato con {\displaystyle \,\zeta }. Tale potenziale può essere ricavato dall'equazione di Henry:
{\displaystyle U_{e}={\frac {2\cdot \varepsilon \cdot \zeta \cdot f(ka)}{3\cdot \eta }}}
dove {\displaystyle \,U_{e}} è la mobilità elettroforetica, {\displaystyle \,\varepsilon } è la costante dielettrica, {\displaystyle \,\zeta } il potenziale zeta, {\displaystyle \,f(ka)} la funzione di Henry e {\displaystyle \,\eta } la viscosità del solvente.
Maggiore è il valore del potenziale zeta maggiore sarà la stabilità del sistema. Il doppio strato elettrico formatosi agisce evitando l'instaurarsi delle interazioni ioniche che porterebbero alla formazione di un precipitato, distruggendo il sistema colloidale. Risulta evidente che l'aggiunta di elettroliti provochi uno squilibrio di cariche che altererà l'equilibrio elettrostatico provocando la flocculazione (formazione di aggregati solidi "in fiocchi") o la gelificazione (sedimento gelatinoso). Il valore di flocculazione di un sol indica la minima quantità di elettrolita necessaria per provocare la flocculazione.
A differenza di un elettrolita, l'aggiunta di un colloide liofilo (es. la gelatina) può migliorare di molto la stabilità in quanto tende a formare un velo, attorno alle particelle disperse, impedendone l'aggregazione.